# Cantón Norte
El Cantón Norte, es una instalación militar de investigación y judicialización del Ejército Nacional de Colombia, ubicado en Bogotá.

## Historia
Fue construido durante el gobierno de Enrique Olaya Herrera (1930-1934), en terrenos vendidos por el escritor y educador Tomás Rueda Vargas al Ministerio de Guerra. 
Inicialmente se denomino como Campo Marte, en honor al Dios de la Guerra
Fue la sede del Grupo de Caballería N.° 1 Páez, que luego se convirtió en la sede de las escuelas de Aplicación de Infantería y Caballería.
El 24 de julio de 1938, se presentó el Accidente Aéreo de Santa Ana en sus instalaciones. 
En 1951, durante el gobierno de Laureano Gómez (1950-1953), luego del anuncio de la participación de Colombia en la Guerra de Corea, se llevó a cabo la concentración en sus instalaciones de los hombres que conformaron el Batallón Colombia N.°1.
El 2 de septiembre de 1958, Alberto Lleras Camargo dio un discurso que definió las relaciones civiles y militares, en el Teatro Patria, que hace parte del Cantón Norte.
Para 1979, en el gobierno de Julio César Turbay (1978-1982) se presentó el Robo de armas del Cantón Norte por el Movimiento 19 de abril (M-19).
En 2006, se registró el atentado a la Universidad Militar Nueva Granada por las Fuerzas Armadas Revolucionarias de Colombia - Ejército del Pueblo (FARC-EP).
Actualmente hace parte del Grupo Mecanizado N°5 Tequendama y de la Décima tercera Brigada. Ambas unidades de la Tercera División del Ejército Nacional.

## Instalaciones
Hacen parte de sus instalaciones la Catedral Castrense de Cristo Redentor, el Museo de la Infantería Colombiana y el Teatro Patria. Las escuelas de infantería y caballería del Ejército Nacional de Colombia.